# Dasyhelea turanicola
Dasyhelea turanicola är en tvåvingeart som beskrevs av Remm och Nasarmuchamedov 1969. Dasyhelea turanicola ingår i släktet Dasyhelea och familjen svidknott. Inga underarter finns listade i Catalogue of Life.